# ベクトル粒子
ベクトル粒子 (vector boson) はスピン量子数が1であるボース粒子 (boson) である。

## 概要
標準模型における素粒子とみなされているベクトル粒子はゲージ粒子、すなわち基本相互作用の力担体である電磁相互作用の光子、弱い相互作用のWボソンとZボソン、そして強い相互作用のグルーオンである。また、複合粒子であるベクトル粒子はクォークと反クォークから構成されているベクトル中間子などがある。かねて1970代から80年代を通して、中間ベクトル粒子 (intermediate vector boson)、"中間"質量のベクトル粒子は高エネルギー物理学の主要なトピックであった。

## Wボソン、Zボソンとヒッグス粒子
WボソンとZボソンは、ヒッグス機構により質量を獲得しているゲージボソンであり、
ヒッグス粒子との相互作用が比較的強い。
2012年7月4日に欧州原子核研究機構(CERN)で行われているLHC実験によって発見されたスカラー粒子は、ヒッグス粒子である可能性が高いが、
ヒッグス粒子との相互作用が強いWボソンやZボソンは、ヒッグス粒子の生成過程において重要な役割を果たす。
この反応は以下のファインマンダイアグラムに示されている。

二つの電弱ベクトル粒子がスカラーヒッグス粒子へ融合する反応のファインマンダイアグラム。これは粒子加速器でヒッグス粒子を生成する際に重要な過程の一つである。
（記号q はクォーク、WおよびZは電弱相互作用のベクトル粒子を表す。H^{o}はヒッグス粒子である。）

## 性質
ベクトル粒子という名前は場の量子論から来ている。そのような粒子のどの軸に沿ったスピン成分も三つの固有値 −ħ, 0, および +ħ（ここで、ħ は換算プランク定数）を持つ。これは、そのどんな測定値もこれらの値の内の一つのみを取ることができることを意味する。（これは、少なくとも質量のあるベクトル粒子については正しいが、光子のような質量を持たない粒子では状況が少し異なる。この理由については脚注の記事を参考のこと。）それゆえ、スピン状態の空間は三つの自由度を持ち、これは三次元空間のベクトルの成分の数と同じである。これらの状態の重ね合わせは、ちょうど回転ベクトルの空間成分と同様に、回転の下で変換するように取られる。ベクトル粒子が場の量子として見なされたとき、この場はベクトル場であり、この名前の由来となっている。